# Kościół św. Łazarza we Lwowie
Kościół św. Łazarza we Lwowie – jest położony przy ul. Kopernika 27 (ukr. Коперника, 27).

## Historia
Kościół św. Łazarza powstał z fundacji bezdzietnego małżeństwa – lwowskiego architekta pochodzenia włoskiego Ambrożego Nutclaussa i Zuzanny Brzeskiej, którzy w 1621 przekazali cały swój majątek na budowę kościoła i szpitala dla ubogich. Jako pierwszy został wybudowany w 1621 Szpital św. Łazarza. Przetrwał on aż do czasów międzywojennych – mieścił się w nim przytułek dla starców.
W latach 1634–1639 zbudowano kościół św. Łazarza. Jego projekt sporządził sam fundator a pracami budowlanymi kierowali jego koledzy po fachu – Jakub Boni i Marcin Godny. Wzniesiona na planie prostokąta świątynia była skromną, jednonawową budowlą, z dwoma trzykondygnacyjnymi, masywnymi wieżami wzniesionymi na planie kwadratu, przykrytymi dachem namiotowym, usytuowanymi po obu stronach prezbiterium, co było jedynym tego typu rozwiązaniem we Lwowie. Nad prezbiterium umieszczono sygnaturkę. Kościół został wzniesiony na Przedmieściu Halickim, na wzgórzu nad drogą Sokilnycką (później ul. św. Łazarza, od XIX w. – ul. Kopernika) i został otoczony murem. Miał charakter obronny, podobnie jak i inne lwowskie świątynie położone poza murami miejskimi. Charakter obronny podkreślały okna, osadzone wysoko w nie rozczłonkowanych ścianach bocznych (po 3 w każdej). Pod dachem umieszczono karnisz i fryz konsolowy. Główne wejście do kościoła znajdowało się od strony zachodniej i było zdobione kamiennym portalem, do którego później dobudowano niewielką kruchtę. Wnętrze kościoła przekryto sklepieniem kolebkowym. W 1653 umieszczono w nim barokowy ołtarz główny. W murze kościelnym umieszczono płaskorzeźby obrazujące przypowieść o Jezusie i Łazarzu.
W 1654 przy kościele erygowano prebendę, nad która patronat sprawował magistrat miasta Lwowa i Arcybractwo Różańcowe, założone jeszcze w 1620 przez fundatorów kościoła.
Najstarsze budynki szpitalne przylegają do kościoła od strony południowej i północnej. W XVIII-XIX w. dobudowano jeszcze kilka budynków szpitala i nadbudowano budynki starego schroniska. Od końca XVIII w. władze austriackie przeznaczyły szpital wyłącznie do utrzymania tam niewidomych kobiet i mężczyzn. Zarządzanie szpitalem powierzono magistratowi miasta Lwowa, który postanowił przenieść do podziemi kościoła zmumifikowane ciała zmarłych, pochowanych w minionych wiekach w piasku pod Wysokim Zamkiem.
W 1856 odlano dla kościoła trzy nowe dzwony dla upamiętnienia urodzenia następcy tronu arcyksięcia Rudolfa Habsburga. W 1872 pod nadzorem miejscowego kapelana, księdza Stańkowskiego dokonano konserwacji kościoła i budynków szpitalnych.
Obok kościoła znajduje się studnia ozdobiona kamiennymi rzeźbami lwów, znajdujących się pierwotnie przy ratuszu.
Po 1945 kościół został zamknięty, a po 1989 przekazany w użytkowanie chórowi dziecięcemu „Dudaryk” jako sala koncertowa. Po 2000 przekazano go wiernym kościoła greckokatolickiego. Służy im obecnie jako cerkiew greckokatolicka pw. św. Łazarza.